# Grave Dancers Union
Grave Dancers Union es el sexto álbum oficial de la banda Soul Asylum. Fue lanzado en 1992, y grabado el mismo año. La ilustración de la cubierta fue hecha por el fotógrafo de arte erótico Jan Saudek. El título del álbum proviene de la línea "I tried to dance at a funeral, New Orleans style, I joined the Grave Dancers Union, I had to file", de la canción "Without A Trace". El álbum estuvo 76 semanas en las posiciones de Billboard y fue certificada con el triple-disco de platino en 1993.
El cantante Dave Pirner ha dedicado a menudo el tema "Without A Trace" a la memoria del fallecido bajista Karl Mueller.
En medio de las sesiones, el productor Michael Beinhorn se sintió insatisfecho con el rendimiento del baterista Grant Young, así es que acudió a Sterling Campbell. Fue el principio del fin de la participación de Young en la banda. Young y Campbell grabaron cada uno aproximadamente la mitad del disco. Finalmente, Campbell fue nombrado el baterista oficial de la banda.

## Lista de canciones
Todas las canciones fueron escritas por Dave Pirner.
1. "Somebody to Shove" – 3:15
2. "Black Gold" – 3:57
3. "Runaway Train" – 4:26
4. "Keep It Up" – 3:48
5. "Homesick" – 3:34
6. "Get on Out" – 3:30
7. "New World" – 4:04
8. "April Fool" – 3:45
9. "Without a Trace" – 3:33
10. "Growing into You" – 3:13
11. "99%" – 3:59
12. "The Sun Maid" – 3:51

## Integrantes
- Eric Anderson – ingeniero
- Michael Beinhorn – arreglista, celeste, glockenspiel, productor, arreglos
- Sterling Campbell – percusión
- David Michael Dill – asistente de ingeniero
- Dan Gellert – asistente de ingeniero
- Kraig Johnson – coro
- Booker T. Jones III – órgano, órgano Hammond
- Sonny Kompanek – arreglista, conductor
- David Leonard – mezclas
- Gary Louris – coro
- Meridian String Quartet – teclados
- Karl Mueller – bajo
- Dan Murphy – guitarra, voces
- David Pirner – guitarra, arreglos, voces
- Francesca Restrepo – dirección de arte, diseño
- Bruce Ross – ingeniero
- Jan Saudek – fotografía
- Christopher Shaw – ingeniero
- Steve Sisco – asistente de mezclas
- Bill Smith – asistente de ingeniero
- Wally Traugott – masterizado
- Andy Wallace – mezclas
- Grant Young – batería

## Posiciones

### Álbum
| Año  | Revista               | Posición |
| ---- | --------------------- | -------- |
| 1992 | Billboard Heatseekers | 1        |
| 1992 | The Billboard 200     | 11       |

### Sencillos
| Año  | Sencillo            | Revista                | Posición |
| ---- | ------------------- | ---------------------- | -------- |
| 1992 | "Somebody to Shove" | Modern Rock Tracks     | 1        |
| 1993 | "Black Gold"        | Mainstream Rock Tracks | 4        |
| 1993 | "Black Gold"        | Modern Rock Tracks     | 6        |
| 1993 | "Runaway Train"     | Adult Contemporary     | 15       |
| 1993 | "Runaway Train"     | Mainstream Rock Tracks | 3        |
| 1993 | "Runaway Train"     | Modern Rock Tracks     | 13       |
| 1993 | "Runaway Train"     | The Billboard Hot 100  | 5        |
| 1993 | "Runaway Train"     | Top 40 Mainstream      | 2        |
| 1993 | "Somebody to Shove" | Mainstream Rock Tracks | 9        |
| 1993 | "Without a Trace"   | Mainstream Rock Tracks | 6        |
| 1993 | "Without a Trace"   | Modern Rock Tracks     | 27       |

## Premios

### Premios Grammy
| Año  | Ganador         | Categoría          |
| ---- | --------------- | ------------------ |
| 1993 | "Runaway Train" | Mejor canción rock |